# Groupie (Canova)
Groupie è un singolo del gruppo musicale italiano Canova pubblicato il 24 ottobre 2018.

## Tracce
1. Groupie – 3:35

## Classifiche
| Classifica (2018) | Posizione |
| ----------------- | --------- |
| Italia            |           |